# Stazione di Chieti
Stazione di Chieti vasútállomás Olaszországban, Chieti településen.

## Vasútvonalak
Az állomást az alábbi vasútvonalak érintik:
- Róma–Sulmona–Pescara-vasútvonal

## Kapcsolódó állomások
A vasútállomáshoz az alábbi állomások vannak a legközelebb:
- Stazione di Pescara San Marco (2005. november 27. – 2016. március 30., Stazione di Pescara)
- Stazione di Manoppello ( – 2018. május 27., Stazione di Sulmona)
- Chieti Madonna delle Piane railway halt (2016. március 30. – , Stazione di Pescara)
- Interporto d'Abruzzo railway station (Stazione di Sulmona, 2018. május 27.)